# Jola Bink
Jola Bink (* 21. September 1964) ist eine ehemalige niederländische Judoka. Sie war  Weltmeisterschaftsdritte 1982.

## Sportliche Karriere
Jola Bink kämpfte bis 1984 im Superleichtgewicht, der Gewichtsklasse bis 48 Kilogramm. Sie war von 1981 bis 1983 dreimal niederländische Landesmeisterin. 1982 erreichte sie das Finale beim internationalen Turnier in Leonding und verlor dann gegen die Britin Karen Briggs. Ende 1982 bei den Weltmeisterschaften in Paris erreichte sie mit einem Sieg über die Schwedin Lena Bergqvist das Halbfinale. Nach einer Niederlage gegen die Französin Marie-France Colignon bezwang Bink im Kampf um eine Bronzemedaille die Kanadierin Tina Takahashi. Im Mai 1983 bei den Europameisterschaften in Genua unterlag sie im Viertelfinale der Finnin Jaana Ronkainen. Nach einem Sieg über die Polin Wanda Gondek verlor Bink den Kampf um Bronze gegen die Französin Fabienne Boffin.
Jola Bink war danach noch einige Jahre in höheren Gewichtsklassen aktiv, konnte aber nicht mehr an die Erfolge bis 1983 anknüpfen.